# Chedima
Chedima is een monotypisch geslacht van spinnen uit de  familie van de Palpimanidae.

## Soort
- Chedima purpurea Simon, 1873